# Ватрена путања
Ватрена путања (хинд. अग्निपथ) је индијски филм из 1990. године, снимљен у режији Мукул С. Ананд.
Наслов је преузет из песме истог имена који је из пера Хариванш Рај Бачан, Амитаб отац, а који је наведен на почетку филма и ствара тематску везу која наставља кроз филм, нарочито у врхунац, и буквално и метафорично.
Филм добио позитивне критике од критичара, али није успео на благајни

## Улоге
| Глумац           | Улога                |
| ---------------- | -------------------- |
| Амитаб Бачан     | Виџај Динанат Чаухан |
| Митун Чакраборти | Krishnan Iyer М. А.  |
| Мадави           | Мари                 |
| Дени Дензонгпа   | Канча Чина           |
| Неелам Котари    | Сикша Чауха          |
| Гога Капур       | Динкар Рао           |
| Алок Нат         | Динант Чаухан        |
| Рохини Хатангпди | Сухасини Чаухан      |
| Шарат Саксена    | Тералин              |
| Тину Ананд       | Нату                 |